# ليغا (فرقة)
ليغا (بالأحرف اللاتينية L.I.G.A) ثلاثي بوب دانماركي تكوّن عام 2012 مع عقد مع شركة RE:A:CH للإنتاج الفني ومع يونيفرسال ميوزيك للتوزيع. الثلاثي مكون من:
- نيكي راسل Nicky Russell المغني الرئيسي للفرقة ومؤلف وملحن الأغاني، وهو من أصول أسترالية
- فراس السيد أجوا Feras Agwa رابر دانماركي من أصل مصري - سوري ويعرف أيضا بـ"Sayed the Rapper" وقد ترك الفريق في 2015
- إيهان حيدر Ihan Haydar عازفة طبل دانماركي من أصل عراقي.

التقى راسل وأجوا عبر الإنترنت، وأعجب منتج الأغاني Chief 1 بأغانيهما واستقدمهم لإنتاج اسطوانة في ستوديوهاته في RE:A:CH حيث تعرّفوا على إيهان حيدر التي كانت قد شاركت في مسابقة يوروفيجن للأغاني عام 2012 كعازفة طبل بارعة للمغنية Soluna Samay التي مثلت الدانمارك في المسابقة. وهكذا تشكل الثلاثي وأول أغاني الفرقة "Skylder dig ik' noget" عام 2013 ووصلت الأغنية إلى Top 10 في اللائحة الرسمية لأنجح الأغاني في الدانمارك.

## الألبومات
- 2014: L.I.G.A

## الأغنيات
- 2013: Skylder dig ik' noget
- 2013: Den første gang
- 2014: Julia
- 2014: Søvnløs

## وصلات خارجية
- ليغا على موقع ميوزك برينز (الإنجليزية)
- ليغا على موقع ميوزك برينز (الإنجليزية)
- ليغا على موقع ديسكوغز (الإنجليزية)

- L.I.G.A موقع ليغا على فيسبوك  على فيسبوك.